# Thạch Hào lại

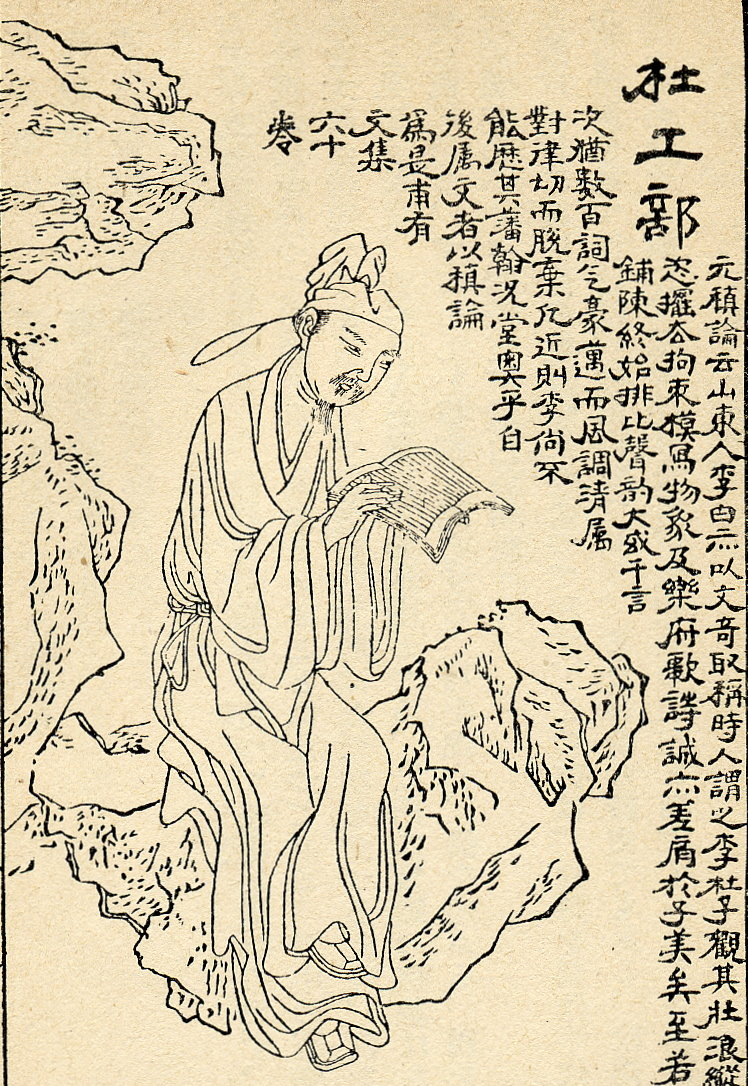
Đỗ Phủ (tranh họa)

Thi phẩm Thạch Hào lại (chữ Hán: 石壕吏) được làm theo thể thơ "ngũ ngôn cổ phong", thường được xem một trong những bài thơ hiện thực tiêu biểu của Đỗ Phủ (杜甫, 712 - 770) và là một áng thơ hay, rất nổi tiếng trong nền văn học cổ đại Trung Quốc.

## Hoàn cảnh ra đời
Năm 755, sự biến An Lộc Sơn nổ ra. Sau khi đưa gia đình đi lánh nán, Đỗ Phủ tìm cách đến Phượng Tường, tỉnh Thiểm Tây để bái kiến Đường Túc Tông. Giữa đường, bị quân nổi dậy bắt đem về giam lỏng ở Trường An. Ít lâu sau, ông vượt được vòng vây về với triều đình nhà Đường, được làm chức tả thập di (giám quan). Vì thẳng tính nên ông bị nhà vua ghét bỏ, treo chức, cho về thăm nhà. Tác phẩm Bắc Chinh (北徵, Lên Bắc), Khương thôn (羌村, Làng Khương) được viết ra trong dịp này.
Nhờ sự giúp đỡ của lính Hồi Ngột, tháng 2 năm 759, quân Đường lần lượt lấy lại Trường An và Lạc Dương. Đỗ Phủ được giữ chức cũ nhưng không lâu, ông lại bị biếm đi Hoa Châu.
Nhưng chỉ một tháng sau (tháng 3 năm 759), bộ tướng của An Lộc sơn là Sử Tư Minh lại phản công, quân triều đình thua to ở Nghiệp Thành, chết trên mười vạn. Tướng nhà Đường là Quách Tử Nghi phải lui về cố thủ ở Hà Dương, vua Đường Túc Tông hốt hoảng sai nha lại đi vét lính bắt phu ở các châu huyện. Trên đường từ Lạc Dương về Hoa Châu nhận chức mới, chứng kiến những cảnh bắt bớ bừa bãi cùng cảnh trấn lột dân, Đỗ Phủ đã viết nên hai chùm thơ để mô tả thảm trạng, đó là:
- Tam biệt (三別, Ba cảnh biệt ly): Tân hôn biệt (新婚別), Thùy lão biệt (垂老別) và Vô gia biệt (無家別).
- Tam lại (三吏, Ba câu chuyện nha lại): Đồng Quan lại (潼關吏), Tân An lại (新安吏) và Thạch Hào lại (石壕吏).

Trong hai chùm thơ hiện thực nổi tiếng trên, Thạch Hào lại, thường được xem là bài thơ tiêu biểu nhất và đặc sắc nhất.
Thạch Hào lại gồm 24 câu, có bố cục tương đối chặt chẽ. Sự việc diễn ra trong bài thơ giống như một màn kịch ngắn.
Bốn câu đầu: không khí xóm Thạch Hào và sự ứng phó của một gia đình nông dân, trước khi tên lại vào nhà. 
Mười sáu câu giữa: chủ yếu là lời của bà lão nói với tên lại.
Bốn câu cuối: tình cảnh gia đình ông lão và cảm nghĩ của tác giả, sau khi bà lão bị bắt đi. 

## Tác phẩm
| Nguyên tác: 石壕吏 暮頭石壕村， 有吏夜捉人。 老翁逾牆走， 老婦出門看。 吏呼一何怒！ 婦啼一何苦！ 聽婦前致詞： 三男鄴城戍， 一男附書至， 二男新戰死。 存者且偷生， 死者長已矣！ 室中更無人， 惟有乳下孫。 有孫母未去， 出入無完裙。 老嫗力雖衰， 請從吏夜歸。 急應河陽役， 猶得備晨炊。 夜久語聲絕， 如聞泣幽咽。 天明登前途， 獨與老翁別。 | Phiên âm Hán - Việt: Thạch Hào lại Mộ đầu Thạch Hào thôn, Hữu lại dạ tróc nhân. Lão ông du tường tẩu, Lão phụ xuất môn khan. Lại hô nhất hà nộ, Phụ đề nhất hà khổ! Thính phụ tiền trí từ: "Tam nam Nghiệp Thành thú Nhất nam phụ thư chí Nhị nam tân chiến tử. Tồn giả thả thâu sinh, Tử giả trường dĩ hỹ! Thất trung cánh vô nhân, Duy hữu nhũ hạ tôn. Hữu tôn mẫu vị khứ, Xuất nhập vô hoàn quần. Lão ẩu lực tuy suy, Thỉnh tòng lại dạ quy. Cấp ứng Hà Dương dịch, Do đắc bị thần xuy". Dạ cửu ngữ thanh tuyệt, Như văn khốc u yết. Thiên minh đăng tiền đồ, Độc dữ lão ông biệt. |

## Trích nhận xét
GS. Nguyễn Khắc Phi phân tích:
Thông qua việc miêu tả và tường thuật một cuộc bắt lính, bắt phu ban đêm ở thôn Thạch Hào, bài thơ đã phần trần chính sách tàn bạo của triều đình, phản ảnh sâu sắc nổi khổ của dân chúng và phần nào nói lên lòng yêu nước của nhân dân cũng như của chính tác giả. Tư tưởng, tình cảm của nhà thơ cơ bản là tiến bộ song vẫn bao trùm mâu thuẫn: Đối với cuộc chiến chống An Lộc Sơn, với tư cách một "tôi trung" và nạn nhân của chiến cuộc, ông không thể không đồng tình; song đối với những cách bắt người sai trái...ông không thể không phản đối.
Và ở đây Đỗ Phủ đã "ngụ bao biếm ư tự sự" (gửi sự khen chê vào trong chỗ kể sự việc), nên ông hầu như không phát biểu ý kiến và bộc lộ cảm xúc trước sự việc. Song ngẫm kĩ sẽ thấy yếu tố trữ tình xen lẫn kín đáo, tác giả đang cố "nuốt tiếng khóc" qua từng chữ. Vì càng cố kìm hãm mình xuống, tiếng quát tháo của viên lại càng vang lên dữ dội hơn, tiếng khóc âm ỉ của những người bất hạnh càng não nùng hơn và do đó gợi được sự đồng tình, lòng trắc ẩn và niềm căm phẫn nhiều hơn ở độc giả.
Nhà văn Lâm Ngữ Đường (1895-1976), người Trung Quốc cũng đã viết: 
Bài thơ Thạch Hào lại tả cảnh thảm khốc của chiến tranh và nó còn điển hình cho nghệ thuật giản dị mà gợi được không khí u uất trong thơ Trung Hoa. Thi sĩ chỉ vẽ phác một cảnh, diễn một nỗi lòng thương cảm rồi để cho độc giả tưởng tượng. 
Và Văn học Trung Quốc tập I có lời bình:
- Chỉ một từ "tróc" (bắt) ở câu 2, Đỗ Phủ đã lột trần được bộ mặt trái của nhà Đường lúc bấy giờ. " Bắt" chứ không "tuyển", cũng không phải "mộ", và lại bắt " ban đêm" để người dân trở tay không kịp. Việc làm ấy diễn ra thường xuyên tới mức đã tạo ra " phản xạ" của ông lão (hốt hoảng, vượt tường trốn nhanh) trái với tư thái ung dung của bà lão. Vì bà nghĩ rằng mình là "đàn bà", lại đã "già", tất không thể bị bắt. Đây chính là một nét bút tuyệt diệu có tác dụng nâng cao hẳn giá trị tố cáo và ý nghĩa hiện thực của tác phẩm.
- Bốn câu cuối của Thạch Hào lại, đọc lên nghe như lạnh lùng nhưng ngẫm kĩ sẽ thấy tác giả đã cố nén những tiếng khóc nghẹn ngào. Có người đã cố tìm công xác định tiếng khóc này của ai. Tác giả nói "như văn" (dường nghe, như nghe) chứ có phải "nghe" thật đâu. Cũng không phải là không rõ khoảng cách như trong câu thơ dịch của Ngô Tất Tố (vẳng nghe nức nở như gần như xa). "Nghe" là tự sự, " như nghe" là lồng rất khéo yếu tố trữ tình vào. Đấy là tiếng khóc "phiếm chỉ", có thể nói là ảo giác...Qua đó có thể nói, sự kết hợp nhuần nhuyễn giữa hai yếu tố: trữ tình và tự sự là một đặc điểm lớn của thơ Đỗ Phủ.[5]